# Lista complexelor, cluburilor sportive din București
Aceast articol prezintă o listă a complexelor sportive, a cluburilor, a stadioanelor existente în prezent și a celor dispărute, din București.

## Complexe sportive
- Complexul sportiv Floreasca
- Complexul sportiv Steaua
- Complexul sportiv Dinamo
- Complexul sportiv Progresu
- Complexul de Agrement Grivița
- Complexul de Agrement Băneasa
- Complex Sportiv studențesc Tei
- Baza Sportivă Cutezătorii

Intrarea în Complexul Sportiv Iolanda Balas

- Complexul Sportiv Național (Lia Manoliu)
- Complexul Sportiv Sportul Studențesc
- Complexul Sportiv Iolanda Balaș

## Cluburi
- Clubul Steaua
- Clubul DInamo

## Stadioane
- Stadionul Național Lia Manoliu
- Stadionul Ghencea
- Stadionul Dinamo
- Stadionul Giulești
- Stadionul Cotroceni (fostul stadion Progresu)
- Stadionul Parcul Copilului

## Stadioane dispărute[1]
- Stadionul Venus
- Stadionul Unirea
- Stadionul Republicii
- Stadionul Juventus